# Gunung Hulu Air Bale
Gunung Hulu Air Bale är ett berg i Indonesien.   Det ligger i provinsen Aceh, i den västra delen av landet, 1 700 km nordväst om huvudstaden Jakarta. Toppen på Gunung Hulu Air Bale är 1 379 meter över havet, eller 266 meter över den omgivande terrängen. Bredden vid basen är 8,0 km.
Terrängen runt Gunung Hulu Air Bale är huvudsakligen kuperad, men norrut är den bergig.Runt Gunung Hulu Air Bale är det ganska tätbefolkat, med 52 invånare per kvadratkilometer. I omgivningarna runt Gunung Hulu Air Bale växer i huvudsak städsegrön lövskog.